# NGC 1115
NGC 1115 is een spiraalvormig sterrenstelsel in het sterrenbeeld Ram. Het hemelobject werd op 2 december 1863 ontdekt door de Duitse astronoom Albert Marth.

## Synoniemen
- PGC 10774
- MCG 2-8-16
- ZWG 440.20